# 費蘭泰山

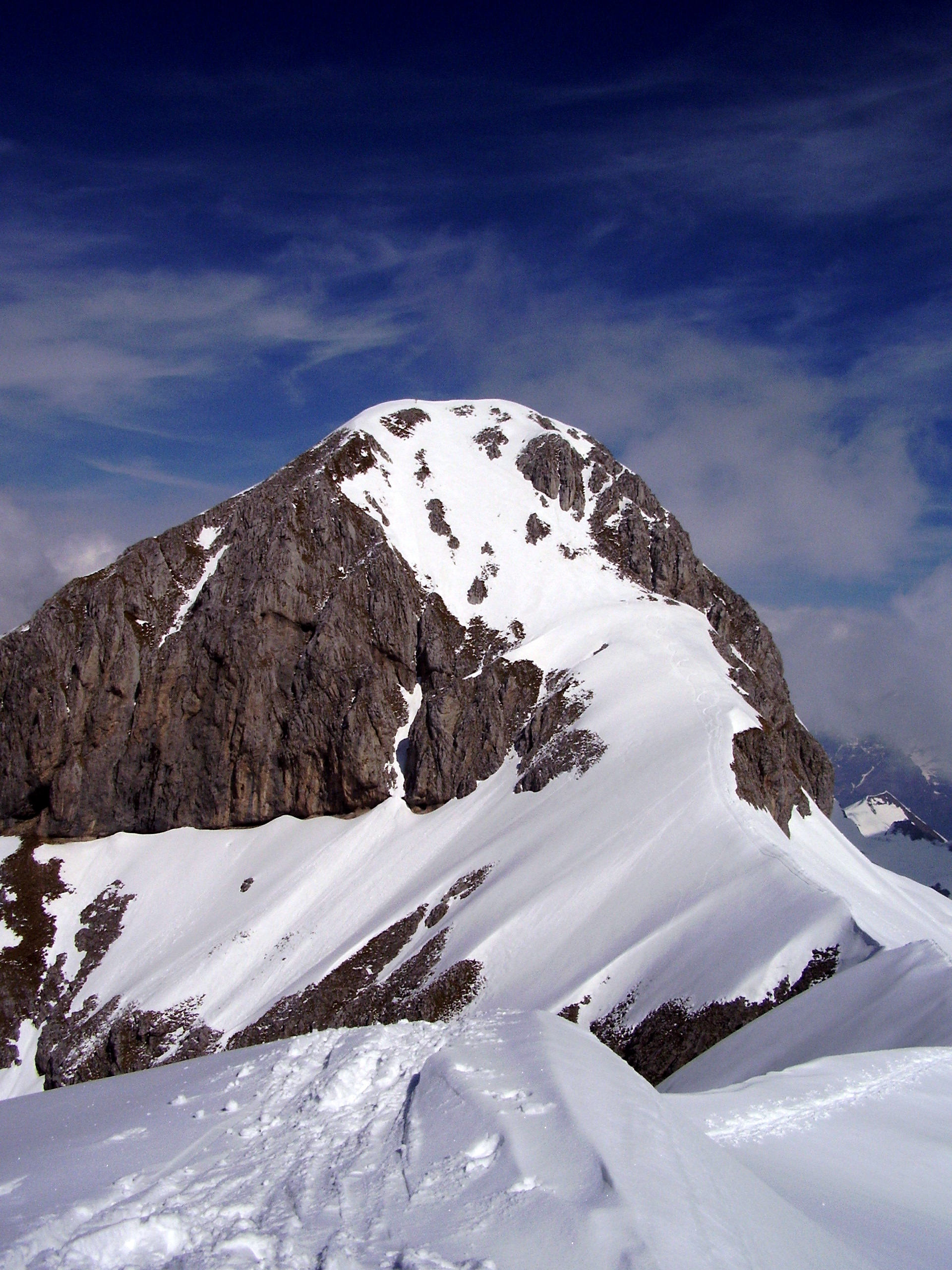

45°58′29″N 10°01′44″E / 45.97472°N 10.02889°E
費蘭泰山（義大利語：Monte Ferrante），是意大利的山峰，位於該國北部，由倫巴第大區負責管轄，屬於貝爾加莫阿爾卑斯山脈的一部分，該山峰海拔高度2,409米。